# Quiere cacao
Quiere Cacao fue un programa de concurso colombiano producido por RTI Televisión que se emitió entre 1996 y 2001 inicialmente por la Canal Uno y luego por el Canal A de la también extinta Inravisión. Su presentador era Fernando González Pacheco.

## Sistema de Juego
En 1996 el programa se emitía inicialmente en RTI, todos los sábados a las 9:00 p. m. y después en 1997 lo emitió los martes a las 8:30 p. m. por el Canal Uno y luego en 1998 hasta el 2001 pasó a emitirse los domingos también a las 8:30 p. m. por el Canal A en alianza con Proyectamos Televisión. En él 4 parejas (hombre y mujer) disputaban por un cupo al juego final en el cual tenían la oportunidad de ganar diez millones de pesos, premio que se acumulaba en caso de no haber ganador en la final. El programa estaba dividido en 5 secciones.

## Secciones
¿Quien es, quien es?: Era la primera sección del programa. En él los participantes adivinaban un personaje oculto en la foto de otro. Para esto contaban con palabras pistas y cada pareja que acertaba ganaba puntos e iba descubriendo el personaje oculto. Si la pareja no decía la palabra a tiempo o decía una que no encajaba, perdía el turno.
Descúbrela, descúbrela: La segunda sección. Aquí los participantes adivinaban una frase, y como en la sección anterior, consistía en adivinar palabras pistas, y la pareja que acertaba oprimía una letra del computador central gigante. Si la pareja no decía la palabra a tiempo o decía una que no encajaba, perdía el turno. Si estaba la letra, no solo ganaban puntos sino también la oportunidad de desvestir al modelo invitado (generalmente eran mujeres, pero de vez en cuando Pacheco invitaba hombres), en caso contrario, el invitado se ponía la última prenda que se había quitado antes. La pareja que adivinaba la frase ganaba 250 puntos y el derecho de adivinar el color de la ropa interior del invitado para obtener otros 250 puntos. Si se desvestía al modelo antes de adivinar la frase, también ganaba 250 puntos.
Me suena, me suena: La tercera sección. Al igual que en las dos secciones anteriores, las parejas adivinaban palabras, y al acertar, escogían un instrumento musical con el fin de adivinar el nombre de una canción. Si la pareja no decía la palabra a tiempo o decía una que no encajaba, perdía el turno. Esta sección tenía un formato similar al de los programas Compre la Orquesta y Do Re Millones. Al final, las dos parejas con mayor número de puntos acumulados durante el programa pasaban a la semifinal.
Sus instrumentos musicales son: Electroviolín, Digitrompe, Tecnosax, Clarinetec, Marimbamix, Tecnoarpa, Digiflauta, Tecnoguitarra, Sintetizador, Trombomix, Electrobass y Megapiano.
Ojo por ojo: La cuarta sección y fase semifinal. Las dos parejas clasificadas jugaban un juego de memoria que consistía en decir el orden de los objetos. Al final la pareja que perdiera el orden y se equivocaba, quedaba eliminada, y por supuesto, la ganadora pasaba a la gran final. 
Paso a paso: La cuarta sección y fase semifinal en las últimas temporadas. Las dos parejas clasificadas contestaban preguntas sobre hechos de actualidad y cada respuesta correcta era un peldaño que se escalaba en la realidad virtual. Al final la pareja con más preguntas correctas pasaba a la gran final.
Sálvese quien pueda: La final. La pareja clasificada tenía la oportunidad de llevarse el premio gordo a su casa. Uno de los miembros de la pareja ingresaba a la cabina de teletransportación que lo lleva a la realidad virtual del programa y allí tenía que atravesar un puente. El puente está hecho de 40 pasos, de los cuales 2 eran malos, uno bueno y uno falso. Si caía en uno de los malos tenía que cambiar de paso, si caía en el bueno avanzaba sin problema y si caía en el falso perdía el juego y era devorado por el tiburón (en los últimos programas eran cocodrilos). En los demás debían adivinar una palabra antes de que se completara automáticamente. Se perdía el juego si no se llegaba antes del tiempo deben gritar "quiero cacao" (90 segundos) o si cae en el paso falso.

## Logo y set
El logo del programa consistía un círculo de color azul cortado en la mitad horizontal, con dos líneas circulares de color rosado, las letras con la palabra QUIERE CACAO de color amarillo y en el centro del logo la lora Mamola. 
El set por su parte está conformado por: 1. Las paredes pintadas de color morado, 2. seis cilindros de madera color café atornillados con láminas de aluminio y rejillas para sostener en la parte de atrás y cuentan con luces de neón de color azul, 3. el piso es de baldosas blancas y negras, los de adelante y atrás los tapetes azul, beige y naranja, 4. una puerta gigante circular con luces de neón azules cuando abre la puerta ahí Pacheco llega puntual a la hora de la grabación, 5. un computador portátil gigante donde se proyecta el juego junto a un teclado en la que se encuentra las letras del abecedario ubicadas en fichas iluminadas, 6. seis pedestales con números digitales y juego de luces en donde se ubican dos parejas participantes de las 5 secciones y cada uno de estos tiene un boton rojo y un control remoto para el computador, 7. y una cabina teletransportación cuenta con una máquina de humo y luces de neón azules cuando un concursante o un invitado especial ingresa en ella en un tubo de luces amarillas hacia el computador y llega en la realidad virtual en las dos secciones del juego de Descúbrela, descúbrela, Paso a paso y Sálvese quien pueda.

## Presentador
Fernando González Pacheco, alias Pacheco como era conocido, es el presentador de Quiere Cacao, su vestimenta característica es un esmoquin, corbatin, tirantes, zapatos negros y camisa blanca. Tiene un humor característico, muy humorístico y familiar, donde buscar ser ameno con las personas.

## Mamola
La mascota del programa. Era una lora animada que a menudo interrumpía el programa para contar chistes o simplemente para molestar a Pacheco. Sus chistes eran principalmente de doble sentido pero sin caer en la grosería, la voz del personaje fue interpretado por el locutor Alirio Parra de la emisora La Luciérnaga de Caracol Radio.

## Canción de entrada
Cao, cao, cao

quiere cacao, cao, cao

Quiere cao,

el señor concurso, cao, cao.

Montones de premios,

y muchos millones,

ahora Pacheco,

sigue dando lora,

dando lora,

¡¡PACHECO SIGUE DANDO LORA!!
Lora Mamola dice: Pacheco, ¿quiere cacao?

## Versión ecuatoriana
En Ecuador, la versión ecuatoriana de Quiere cacao bajo el nombre de Habla Palabra fue transmitido por la televisora Teleamazonas TeVe (hoy Teleamazonas) los domingos, en horario estelar, con la conducción de Luis Avellán Huerta. El programa se emitió durante 2003. Al principio, este programa fue grabado en los estudios de RTI Televisión, en Bogotá, en vista de que Teleamazonas TeVe (hoy Teleamazonas) no tenía un estudio con las características requeridas por la franquicia por lo cual los concursantes eran trasladados a dicho país para emitir el programa El premio mayor se lo llevó solo una persona, María Eulalia Silva. En la emisión ecuatoriana, al igual que en la de Colombia, para marcar una respuesta como definitiva a lo cual el concursante contesta afirmativamente o usando dicha expresión.